# Dümmersee
Dümmersee  eller Dümmer See (svenska: Dümmersjön) är en insjö i tyska förbundslandet Mecklenburg-Vorpommern. Sjön ligger på gränsen mellan distrikten Nordwestmecklenburg och Ludwigslust-Parchim omkring  15 kilometer väster om förbundslandets huvudstad Schwerin.
Sjön avvattnas av ån Sude, som genomflyter Dümmersee från nord till ost. 